# Sworzyce (wieś w województwie wielkopolskim)
Sworzyce – wieś w Polsce, położona w województwie wielkopolskim, w powiecie grodziskim, w gminie Grodzisk Wielkopolski.

## Historia
Miejscowość pierwotnie związana była z Wielkopolską. Ma metrykę średniowieczną i istnieje co najmniej od połowy XIII wieku. Wymieniona w dokumencie zapisanym po łacinie z 1257 pod nazwą utraque Sworice, 1304 Sworice, 1403 Sworzice, 1451 Sworzycze, 1551 Szworzicze, 1563 Szworzycze.
Miejscowość była początkowo własnością opactwa cystersów w Paradyżu, później szlachecką należącą do lokalnej szlachty wielkopolskiej, a potem ponownie stała się uposażeniem klasztornym. W 1437 należała do powiatu kościańskiego Korony Królestwa Polskiego. W 1451 należała w parafii Grodzisk lub Bukowiec, a w 1564 do parafii Grodzisk.
Pierwsza wzmianka o wsi pochodzi z 1257 roku kiedy książę wielkopolski Przemysł I zatwierdził prawa oraz dobra opactwa paradyskiego wymieniając w uposażeniu klasztornym m.in. Sworzyce pod zlatynizowaną nazwą Sworice. W 1304 biskup poznański Andrzej Zaremba oświadczył, że widział dokument Piotrka wojewody poznańskiego oraz jego syna Prędoty z Grodziska w sprawie nadania klasztorowi w Paradyżu-Gościchowie nie istniejącej obecnie wsi Zdbowiec oraz obydwu wsi Sułocin, a także dokument Prędoty w sprawie sprzedaży klasztorowi wsi Sworzyce za 60 grzywien. Prędota wraz z bratem Boguchwałem potwierdzili przed sądem zawartość tych dokumentów.
W 1403 roku drogą zamiany miejscowość przeszła w ręce Hinczki Tadera Szkapy z Ujazdu wraz z którą otrzymał też obie wsie Bolelice oraz obie wsie Sułocin. W 1425 jako właścicieli we wsi odnotowano Franciszka i Dziersława ze Sworzyc. W 1427 imiennie odnotowani zostali dwaj kmiecie sworzyccy Tomasz oraz Filip, którzy prowadzili spór sądowy z Niemierzą z Grodziska oraz z Franciszkiem z Sułocina. W 1463 odnotowani zostali także sołtysi sworzyccy Mikołaj oraz Jakub. W latach 1491–1504 właścicielem we wsi był Andrzej Tader Sułocki z Sułocina i Sworzyc. W 1491 zapisał on swojej żonie Elżbiecie po 200 grzywien posagu oraz wiana m.in. na połowach wsi Sułocin i Sworzyce. W 1504 Andrzej wraz z żoną Elżbietą sprzedali Marcinowi Lutomskiemu plebanowi oraz altaryście w Lwówku 5 grzywien czynszu na wsiach Sułocin, Sworzyce oraz połowie Jarogniewic za 62 grzywny. W 1500 Wojciech Sułocki, syn Andrzeja zapisał w 1500 roku swojej siostrze Dorocie Sułockiej 5 grzywien czynszu m.in. na Sułocinie i Sworzycach. W 1520 właścicielem we wsi był Wojciech Sułocki wraz ze swymi braćmi Mikołajem oraz Jerzym z Sułocina i Sworzyc. W 1541 Jerzy Sułocki wraz z synami Stanisławem i Janem sprzedali całe Sworzyce Janowi Opalińskiemu.
Wieś odnotowały także historyczne rejestry podatkowe. W 1530 miał miejsce pobór od 3,5 łana, a pozostałe łany były spalone. W 1563 pobrano podatki od 3,5 łana. W 1564 w Sworzycach odnotowano 5 łanów, z których dziesięcinę w wysokości 6 groszy pobierał biskup poznański. W 1581 pobór odbył się od 4 łanów rolnych, 1/4 łana karczmarskiego, 5 zagrodników, jednej zagrody opuszczonej oraz od owczarza wypasającego 15 owiec.
W 1581 wieś odnotowano pod nazwą Sworzicze, która położona była w powiecie kościańskim województwa poznańskiego w Rzeczypospolitej Obojga Narodów. W latach 1975–1998 miejscowość administracyjnie należała do województwia poznańskiego.
W wyniku II rozbioru Rzeczypospolitej w 1793, miejscowość przeszła w posiadanie Prus i jak cała Wielkopolska znalazła się w zaborze pruskim. W okresie Wielkiego Księstwa Poznańskiego (1815-1848) miejscowość wzmiankowana jako Swąrzyce należała do wsi większych w ówczesnym powiecie bukowskim, który dzielił się na cztery okręgi (bukowski, grodziski, lutomyślski oraz lwowkowski). Swąrzyce należały do okręgu lutomyślskiego i stanowiły część majątku Bukowiec, którego właścicielem był wówczas Szolc i Łubieński (posiadali oni także sąsiedni, rozległy majątek Grodzisk). W skład majątku Bukowiec wchodziło łącznie 7 wsi oraz Kozia karczma. Według spisu urzędowego z 1837 roku Swąrzyce liczyły 171 mieszkańców i 26 dymów (domostw).
Tuż za wsią w lesie znajduje się zniszczony cmentarz mieszkańców Sworzyc wyznania ewangelickiego (pozostałości nagrobków z końca XIX wieku) i żołnierzy Wehrmachtu, których to szczątki ekshumowano i pochowano w kwaterze żołnierzy niemieckich na cmentarzu na Miłostowie w Poznaniu.